# Cícero Dias
 (février 2022).
La mise en forme du texte ne suit pas les recommandations de Wikipédia : il faut le « wikifier ».
Les points d'amélioration suivants sont les cas les plus fréquents. Le détail des points à revoir est peut-être précisé sur la page de discussion.
- Les titres sont pré-formatés par le logiciel. Ils ne sont ni en capitales, ni en gras.
- Le texte ne doit pas être écrit en capitales (les noms de famille non plus), ni en gras, ni en italique, ni en « petit »…
- Le gras n'est utilisé que pour surligner le titre de l'article dans l'introduction, une seule fois.
- L'italique est rarement utilisé : mots en langue étrangère, titres d'œuvres, noms de bateaux, etc.
- Les citations ne sont pas en italique mais en corps de texte normal. Elles sont entourées par des guillemets français : « et ».
- Les listes à puces sont à éviter, des paragraphes rédigés étant largement préférés. Les tableaux sont à réserver à la présentation de données structurées (résultats, etc.).
- Les appels de note de bas de page (petits chiffres en exposant, introduits par l'outil «  Source ») sont à placer entre la fin de phrase et le point final[comme ça].
- Les liens internes (vers d'autres articles de Wikipédia) sont à choisir avec parcimonie. Créez des liens vers des articles approfondissant le sujet. Les termes génériques sans rapport avec le sujet sont à éviter, ainsi que les répétitions de liens vers un même terme.
- Les liens externes sont à placer uniquement dans une section « Liens externes », à la fin de l'article. Ces liens sont à choisir avec parcimonie suivant les règles définies. Si un lien sert de source à l'article, son insertion dans le texte est à faire par les notes de bas de page.
- La présentation des références doit suivre les conventions bibliographiques. Il est recommandé d'utiliser les modèles {{Ouvrage}}, {{Chapitre}}, {{Article}}, {{Lien web}} et/ou {{Bibliographie}}. Le mode d'édition visuel peut mettre en forme automatiquement les références.
- Insérer une infobox (cadre d'informations à droite) n'est pas obligatoire pour parachever la mise en page.

Pour une aide détaillée, merci de consulter Aide:Wikification.
Si vous pensez que ces points ont été résolus, vous pouvez retirer ce bandeau et améliorer la mise en forme d'un autre article.
Cícero Dos Santos Dias, dit Cícero Dias, né le 5 mars 1907 à Escada au Brésil et mort le 28 janvier 2003 à Paris 16e, est un peintre brésilien ayant passé l'essentiel de sa vie en France (1937-2003).
Cícero Dias est marqué par sa double appartenance au Modernisme brésilien et à l’École de Paris, au carrefour de deux continents et de deux époques. Il appartient au modernisme pictural brésilien.

## Biographie

### Jeunesse: formation et premières œuvres 1918-1929
Cícero Dias naît le 5 mars 1907 à Escada, près de Récife, dans la région de Pernambouc au Brésil. Il passe son enfance à Jundiá dans une plantation de canne à sucre, un « engenho », du Nordeste brésilien.
En 1925, il entre à l'école des Beaux-Arts de Rio de Janeiro, section architecture. Il est proche de l’architecte et urbaniste Lucio Costa (qui créera Brasilia avec Oscar Niemeyer). « L’une des raisons qui m’a fait venir à Rio était l’École d’architecture… Dans la classe avant la mienne, étudiait Lucio Costa. Dans celle d’après, étudiait Oscar Niemeyer. Dans ma classe, étudiait Carlos Leão, qui deviendrait bientôt mon meilleur ami… »
Cícero Dias fréquente les groupes d'intellectuels et d'artistes de l'époque. À Rio, il est aux côtés de la jeune intelligentsia carioca : l'architecte Carlos Leão, les poètes Manuel Bandeira et Murilo Mendes, les peintres Di Cavalcanti et Ismael Nery. Il côtoie  le mouvement moderniste lancé lors de la Semana de Arte Moderna en 1922 à São Paulo, par Oswald de Andrade et Tarsila do Amaral. Oswald de Andrade a posé les principes de ce mouvement dans Le Manifeste anthropophagique, publié en mai 1928.
A Recife, Dias est proche du mouvement régionaliste, fondé par le sociologue Gilberto Freyre en 1926 et de l'écrivain José Lins do Rego, qui célèbre le nord-est du Brésil.
Gilberto Freyre étudie les valeurs profondes du peuple brésilien, lance le « Manifeste régionaliste du nordeste » (publié sous sa forme définitive en 1952) et organise le premier Congrès Afro-Brésilien en 1934, dont Cícero Dias illustrera l’affiche.
Cícero Dias réalisera aussi la couverture de Casa-Grande & Senzala, de Gilberto Freyre publié en 1933.

« Il y avait une grande différence entre le modernisme de São Paulo et le régionalisme de Pernambuco… les régionalistes, eux, étaient des ethnographes, des sociologues, des historiens – ils étaient de véritables scientifiques sociaux. Cependant que les modernistes étaient tous des artistes. C’était ça la grande différence et c’est peut-être à cause de ça qu’il y a eux tellement de querelles entre eux. »

Cícero Dias rencontre l'écrivain français Blaise Cendrars, grand amoureux de la culture brésilienne, qui séjourna au Brésil entre 1926 et 1927. Cícero Dias devient à travers lui familier de la France.
Il rapporte aussi les avis portés sur sa peinture par d’autres français : « Benjamin Peret, Benjamin Crémieux, Blaise Cendrars, Paul Morand des écrivains français qui étaient au Brésil et voyaient ma peinture, ont commencé à en discuter… tout en étant brésilienne, ma peinture était naturellement moderne, comme celle qui se faisait en Europe. »
Lorsque Di Cavalcanti revient d'Europe en 1926, lui et Dias deviennent inséparables. « Il est possible que Di Cavalcanti ait été l'un des premiers à visiter mon atelier sur Correia Dutra », se souvient Dias.
Cícero Dias abandonne l’École des Beaux-Arts et l’architecture en 1928, pour se dédier complètement à la peinture.
Cette année-là, âgé de 21 ans, il présente sa première exposition, lors du premier Congrès de Psychanalyse en Amérique latine, à la Policlínica de Rio. Il a le soutien de Di Cavalcanti, qui revendiquait Dias comme son protégé, et celui de l'écrivain Graça Aranha,
Cette exposition provoque un scandale auprès de certains visiteurs et suscite l’enthousiasme des Modernistes. Dans le cadre de cette exposition, le poète moderniste Murilo Mendes écrit « Gloire de Cícero Dias ».
Les œuvres de la décade de 1920 révèlent un univers d’une grande poésie. Ses aquarelles mêlent le rêve à l’imaginaire fantastique de la région du nord-est brésilien. Le dessin est délicat et la gamme chromatique riche.

### Les années au Brésil 1930-1937
En 1930, il participe à “l’Exposition d’art moderne brésilien” au Nicholas Roerich Museum à New-York. Cette exposition collective d’artistes brésiliens contemporains réunit Anita Malfatti, Tarsila do Amaral, Alberto Guignard, Di Cavalcanti et Ismaël Nery.
Cícero Dias a vingt-trois ans, au Salon National de 1931, organisé par Lucio Costa, à l’Ecole des Beaux-Arts de Rio de Janeiro. Son immense panneau (15 m x 2,5m) "Eu vi o mundo… ele começava no Recife" fait scandale, par son ampleur, par l’audace de ses représentations : scènes typiques du Nordeste, rêveries érotiques, où l’imagination, la fantaisie et la crudité se donnent libre cours.
Mario de Andrade écrit à Tarsila do Amaral, qui se trouve en Europe, que l'œuvre de ce jeune pernamboucain fait « craquer les murs » de l'École Nationale des Beaux-Arts. Des vandales coupèrent 3 mètres du côté gauche du panneau où apparaissaient les « nus scandaleux ».
Cícero Dias réalise les décors et les costumes du ballet Jurupari, de Serge Lifar, sur une musique de Villa-Lobos, à Rio de Janeiro en 1934 et à São Paulo : « J’ai très bien connu Villa-Lobos. J’ai travaillé avec lui dans des montages de ballets au « Teatro Municipal » de Rio de Janeiro. Mes grands tableaux ont été utilisés comme décor en 1934. »
A cette époque, la peinture de Cícero Dias était très différente de celle de ses pairs. Il crée son propre monde, lyrique, inclassable, épique, prolifique, déroutant, onirique, à la fois réel et irréel. Son travail perturbe ses contemporains, ce qui l’incite entre autres à rejoindre la France.
Philippe Dagen en parle en ses termes « Dias aime se référer dans ses propos à une sorte de préhistoire de l’art, commune à tous, où tous puiseraient, lac souterrain des origines, réservoir enfoui du mythe, d’obsessions, de fantômes et de visions. Aux artistes de découvrir les résurgences que ce Léthé nourrit, à eux de se faire sourciers et explorateurs ».

### L’arrivée à Paris et le début de la guerre: 1937-1942
En 1937, fuyant la dictature Vargas, il choisit de s'installer à Paris et y rejoint les peintres brésiliens Di Cavalcanti, Noemia Mourão et l’écrivain Paulo Prado :« En 37, Di Cavalcanti m'a écrit pour que j'aille à Paris. Il y avait déjà trouvé un atelier pour moi. Alors, j'ai décidé de partir. »
A Paris, il est proche de l’avant-garde française, européenne et du mouvement surréaliste, il fréquente Calder, Picasso, Fernand Léger et l'écrivain Paul Éluard, entre autres.
En 1938, il fait sa première exposition particulière à la Galerie Jeanne Castel à Paris. Parmi les invités : l’ambassadeur du Brésil Souza Dantas, Blaise Cendrars, Benjamin Crémieux, Raymond Cogniat (directeur de la galerie des Beaux-Arts), Paul Éluard, Jean Cassou, Paul Fort, Jean Cocteau, Francis Carco, Abel Bonnard, Picasso, Paul Valéry.
En 1939, il participe à l'exposition latino-américaine, au Riverside Museum à New York avec, entre autres, Tarsila do Amaral et Di Cavalcanti.
Au début de la guerre, Cícero Dias fréquente l’atelier de Picasso, rue des Grands Augustins. En 1941, il fait connaissance, chez des amis communs, de Raymonde Voraz. Il l'épouse en 1943.
En février 1942, le Brésil entre en guerre aux côtés des alliés. Cícero Dias et une soixantaine de diplomates brésiliens sont emmenés à Baden-Baden, en Allemagne : 
Durant sa captivité, il reçoit des lettres de Paul Éluard et de Jaime Sabartés, le secrétaire de Picasso. Ce dernier et sa fiancée Raymonde lui envoient des vivres et des livres.
En mai 1942, à la suite de négociations entre l'Itamaraty (Ministère des Affaires Étrangères du Brésil) et la chancellerie nazie, de nombreux brésiliens sont échangés à Lisbonne contre des allemands détenus au Brésil : « De Baden-Baden, je devais ensuite me rendre au Portugal où s'effectuait un échange de Brésiliens déportés en Allemagne avec des Allemands qui étaient au Brésil. J'étais de cette fournée. » Et ailleurs : « J’ai passé 3 mois en Allemagne…je suis parti de Baden-Baden le 24 mai 1942, 2 jours à Biarritz, le 30 à Lisbonne… ».

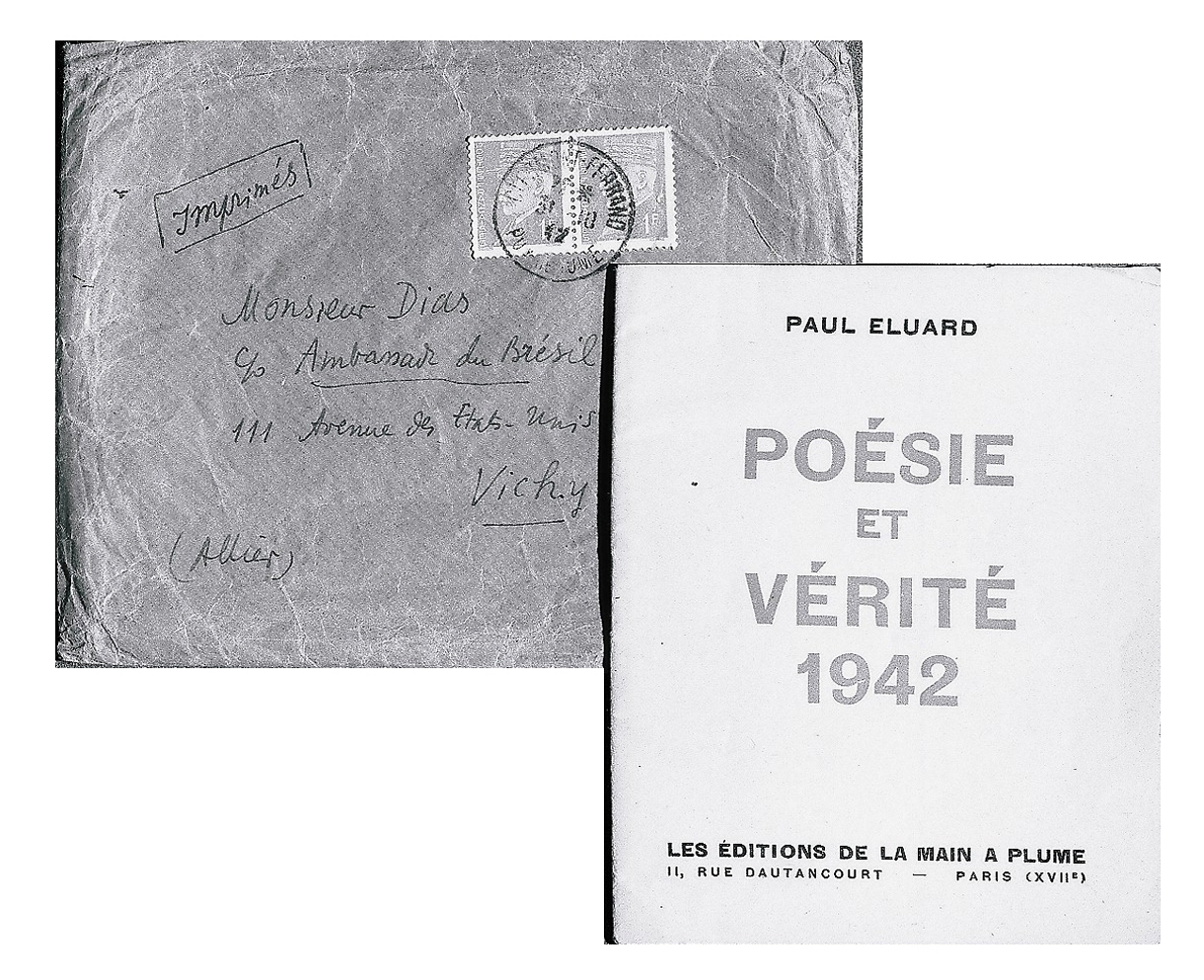
Poésie et vérité et enveloppe adressée à Cicero Dias à l'ambassade du Brésil à Vichy, 1942.

Il revient clandestinement en France et s’installe à Vichy. Lié à Paul Éluard, Cícero Dias reçoit à l’ambassade du Brésil, le poème Liberté. Ce poème publié dans le recueil « Poésie et Vérité », lui est envoyé de Clermont-Ferrand par Louis Parrot. Dans l’attente de quitter la France avec ce poème, Cícero Dias vit et peint dans une petite chambre d’hôtel à Vichy, un minuscule atelier dans un coin de la chambre. Raymonde l’y rejoint, fin aout 1942.
Le 11 novembre 1942, les allemands envahissent la zone libre. Cícero Dias et Raymonde franchissent la frontière, le poème dissimulé dans la poche de Cícero Dias. Ils atteignent Lisbonne le 17 novembre 1942. Le 15 mars 1943, Cícero Dias fait parvenir le poème, par la valise diplomatique, à Roland Penrose à Londres. Ce dernier en accuse réception le 15 avril 1943. En avril 1943, ce cri de Liberté est lancé par milliers d'exemplaires, depuis des avions de la Royal Air Force, sur le territoire français occupé par les nazis

### La période de la guerre et Lisbonne 1942-1945 - «le passage de la ligne»
Le 10 décembre 1942, Cícero Dias répondant à une invitation du gouvernement portugais, inaugure sa première exposition à la Salão Silva de Lisbonne. Il a préparé cette exposition alors qu’il était encore à Vichy. L’exposition présente les œuvres des trois dernières années, le catalogue est préfacé par un poème de Paul Éluard, envoyé à Cícero Dias le 31 octobre 1942. Ce poème sera renommé A sa place et publié en juin 1943 dans la revue Confluences.
A Lisbonne, il fréquente et se lie d’amitié avec des artistes et écrivains portugais : Mericia de Lemos, Almada Negreiros, Sara Afonso, Rui Cinatti, Antônio Dacosta, Carlos Queiroz, Adriano de Gusmão, Antônio Pedro, Gastão de Bettencourt, Casais Monteiro, Carlos Botelho et Luis Trigueiros.

Pendant son séjour, dans son atelier Rua das Praças, le style de Dias amorce un changement. D’une part, le traitement de la figure est stylisée, fragmentée et s’éloigne ainsi du réel ; d’autre part, sa palette change et devient audacieuse. Les sujets même de ses peintures ont un côté ludique, lorsqu’il associe un coq et un ananas, une femme et une noix de cajou, presque jusqu’à l’irrévérence.
En février 1943, la ville de Porto accueille la deuxième exposition personnelle de Cícero Dias au Portugal. Le catalogue reproduit le poème d’Eluard « A sa place ».
La même année, il reçoit le premier prix du Salon d'Art Moderne à Lisbonne.
Le 23 décembre 1943, il se marie avec Raymonde Voraz.
En 1944, il participe à l'exposition « Peinture Brésilienne Moderne » à l'Académie Royale des Arts, à Londres, avec deux peintures et deux aquarelles. Cette exposition-vente est organisée au profit du fonds de bienfaisance de la Royal Air Force.
En 1945, Picasso lance un appel à Cícero Dias pour que celui-ci revienne à Paris. En dédicace sur un exemplaire de sa pièce de théâtre « Le Plaisir Attrapé par la queue » : Picasso écrit : Pour Dias, dont la présence à Paris est nécessaire. Dias rentre à Paris.

### Le retour à Paris 1946 et les années 50: série végétale et passage à l’abstraction
De retour en France, il s’installe à Paris dans un atelier Villa d’Alesia.
Au Portugal et plus encore à son retour à Paris, il s’engage vers une peinture abstraite, à travers une phase de transition. C'est la période végétale : les souvenirs de la luxuriance tropicale du Nordeste sont toujours prégnants, tant dans la schématisation des formes végétales, que par l’utilisation d’une palette où se déclinent les verts intenses et profonds.
Son dessin se simplifie, la prédominance du vert laisse place aux couleurs primaires, complémentaires ou opposées, des bleus et des jaunes, des verts et des rouges qui évoquent les paysages lumineux de sa jeunesse.
Peu à peu, les peintures aux courbes et aux couleurs douces côtoient des peintures plus géométriques d’intensité plus radicale. Sa production tend vers l’abstraction.
Il se lie à l’École de Paris, groupe d’artistes abstraits. Avec certains d’entre eux, il expose à la galerie Denise René dès 1946, puis, de façon régulière, notamment en 1948 lors de l’exposition « Tendances de l’art abstrait » avec Arp, Delaunay, Hartung, Kandinsky, Kupka, Mondrian, Poliakoff, Vasarely… entre autres.
En 1948, Cícero Dias retourne au Brésil.
Il exécute un ensemble de grandes fresques murales abstraites, les premières d’Amérique Latine, sur les murs d’un immeuble moderniste, siège du Secrétariat des Finances de l’État de Pernambuco, à Recife. Ces fresques sont les réminiscences abstraites des paysages, des souvenirs que Cícero Dias garde en mémoire.
Ce changement n'est pas facilement accepté par certains de ses admirateurs, comme Manuel Bandeira. D'autres, comme Gilberto Freyre, le comprennent.
Deux expositions rétrospectives sont organisées : 
en juillet à Récife, à la faculté de Droit (Dans le catalogue, sont publiés deux poèmes d’Eluard, réunis sous le titre Palmiers). L’autre, à l’École des Beaux-Arts de Rio, où Gilberto Freyre rédige le texte de présentation.
En France, il participe à l’exposition « l’Art mural » au palais des Papes, en Avignon.
Sa fille, Sylvia, naît en octobre de cette même année, Picasso est son parrain.
En 1949, il participe à l'inauguration du Musée d'art moderne de São Paulo, dirigé par Léon Degand, avec Arp, Calder, Delaunay, Kandinsky, Léger, Magnelli, Miró, Picabia, Poliakoff, Soulages et Vasarely.
Il prend part à l'exposition « Les grands courants de la peinture contemporaine » au musée de Lyon.
En 1950, il participe à la 25e Biennale internationale de Venise : il est exposé dans le Pavillon du Brésil avec Roberto Burle Marx, Milton Dacosta, Emiliano Di Cavalcanti, Flavio de Carvalho, Candido Portinari, José Pancetti, Bruno Giorgi, Victor Brecheret, Livio Abramo, Oswaldo Goeldi.
Durant l’été 1950, il voyage en Italie, entre Rome et Taormina, et réalise une série de gouaches singulières et colorées.
Du 20 au 26 septembre 1950, Cícero Dias se rend avec Willi Baumeister et Miró (entre autres), à la deuxième Semana de Arte à Santillana del Mar, à Santander (Espagne). C'est une réunion d’artistes, d’écrivains et d’architectes, rattachés à l’École Altamira(créée en 1948).
L’année 1951, un incendie de son atelier, à Montparnasse, Paris, détruit une partie de sa production.
Il participe à la première Biennale internationale de São Paulo et au Salon de mai au Musée d'Art Moderne de la Ville de Paris.
1951-1952, la galerie Denise René organise l’exposition Klar Form, à Copenhague, (Danemark), puis itinérante en Scandinavie. Elle présente les pionniers de l’art abstrait, dont Cícero Dias.
En 1952, les musées d'art moderne de São Paulo et de Rio de Janeiro, organisent des expositions rétrospectives de Cícero Dias : « Cícero Dias vient d'avoir son exposition à São Paulo. J'étais ravi. Je le vois comme le plus grand peintre de tous les temps. Oui, je le répéterai encore et encore…Cícero Dias est arrivé à la synthèse de ma philosophie anthropophagique. »
Il participe à la 26e édition de la Biennale internationale de Venise.
Dans l’ouvrage Témoignages pour l'art abstrait, publié aux éditions D’Art d'Aujourd'hui à Paris, le critique Léon Degand consacre un chapitre à Dias, en compagnie d'artistes abstraits internationaux de premier ordre.
En 1953, Cícero Dias, grâce à ses liens d’amitié avec Picasso, obtient le prêt de Guernica pour la IIe Biennale de São Paulo.
En 1951, Cícero Dias fait partie des fondateurs du Groupe Espace, avec André Bloc, Felix Delmarle, Sonia Delaunay et Fernand Léger…
En 1954, le groupe expose à Biot, Cícero Dias y présente une Maquette pour l’équipement d’un musée moderne, avec la complicité de l’architecte Claude Parent. Ce projet repense l’expérience muséale des visiteurs : elle met à leur disposition les œuvres choisies, qui viennent à eux grâce à une rampe de présentation. Cícero Dias a pu compter sur le concours d’artistes amis, qui ont réalisé pour ce Musée des œuvres en miniature.
En 1955, il participe à l’Exposition Internationale de peinture contemporaine, au Modern Art Museum de Pittsburgh, aux États-Unis.
En 1958, une salle spéciale lui est consacrée à l’Exposition Universelle et Internationale, Pavillon Brésilien, à Bruxelles.
En 1959, Cícero Dias expose au Salon de mai, à Paris, au Musée d'Art Moderne de la Ville de Paris, au Brasilianischer Künstles, Haus der Kunst, Munich, Allemagne, ainsi qu’au Musée d’Art Moderne de Bahia, Salvador, pour une Exposition rétrospective 1926-1959.

### Les années 1960: les entropies et le retour à la figuration
A la fin des années 1950, Cícero Dias expérimente un nouveau champ pictural : les Entropies, une parenthèse dans son œuvre. Les Entropies naissent d’une dynamique du mouvement, de formes libérées des contraintes géométriques où des cascades de couleurs viennent saturer la surface. La peinture est travaillée dans le sens vertical, sans lignes droites, sans lignes marquées, ni schéma à suivre.
Ces tableaux ont fait l’objet de deux expositions individuelles, en 1966 au Musée d’lxelles, Belgique, et en 1978 au Musée des Beaux-Arts André Malraux, au Havre, (France).
En 1960, dans l’exposition « L’art moderne brésilien », le musée d'art moderne de la Ville de Paris consacre une salle à Cícero Dias.
En 1965, un panneau Visão Carioca, polyptyque de 8 mètres de long, est commandé à Cícero Dias par Carlos Lacerda pour le 400ème anniversaire de Rio et l’inauguration du siège de la Banque Banerj. Il allie la liberté des entropies à l'exubérance des paysages de Rio de Janeiro.
En 1965, à la Biennale Internationale de São Paulo, une salle spéciale est consacrée à une rétrospective de son œuvre.
Au cours des années 60, il revient à une figuration qui combine certains aspects de ses premières peintures, le passage par l'abstraction et quelques éléments du répertoire visuel du nord-est brésilien. Cette peinture est imprégnée de souvenirs et de références à son enfance, retour à sa jeunesse et aux souvenirs de Recife. Figurative et luxuriante, elle introduit des images folkloriques et rurales tirées de scènes costumbristes de la vie quotidienne.
Parallèlement et jusqu’à la fin de sa vie, il poursuit son travail sur l’abstraction.

### Les années 1970-1990
Pendant cette période, Cícero Dias mêle le figuratif et l’abstrait. Les thèmes sont les mêmes, mais les scènes s’insèrent dans un canevas, comme des fenêtres individuelles et indépendantes. Le paysage, autant que les figures se font géométriques. La végétation, omniprésente tout au long de son œuvre, est stylisée et schématisée. Une atmosphère paisible, langoureuse, se dégage de ses œuvres des années 1980.
Dans ses peintures abstraites, la composition est marquée par un grand dynamisme, et un accent est mis sur la symétrie.
Au début des années 1980, Cícero Dias réalise deux grands panneaux (6 m x 4,5 m) pour la Casa da Cultura de Recife, (Pernambuco). Ils ont pour thème la vie du leader religieux Frei Caneca, lors des Révolutions de 1817 et 1824. Il peint les différents éléments dans son atelier rue de Longchamp à Paris. Ils sont transportés et assemblés au Brésil. Cícero Dias a fait de très nombreuses recherches historiques sur ce héros de l’histoire de Pernambuco. Les deux panneaux, dont la composition est similaire, présentent une succession de scènes compartimentées entourant le sujet principal. Des phylactères ponctuent le tableau d’annotations.
En 1982, il participe à l’exposition « Paul Éluard et ses amis peintres » au centre Pompidou à Paris.
Il édite « La suite Pernambucana » à l’atelier Pierre Baday à Paris, composée de 25 lithographies faites à partir des aquarelles des années 1920.
En 1987, la galerie Denise René, Paris, expose ses peintures de 1950 à 1965.
Il participe à l’exposition “Modernidade, art brésilien du XXe siècle”, au Musée d’Art Moderne de la Ville de Paris.

### Les années 1990-2003

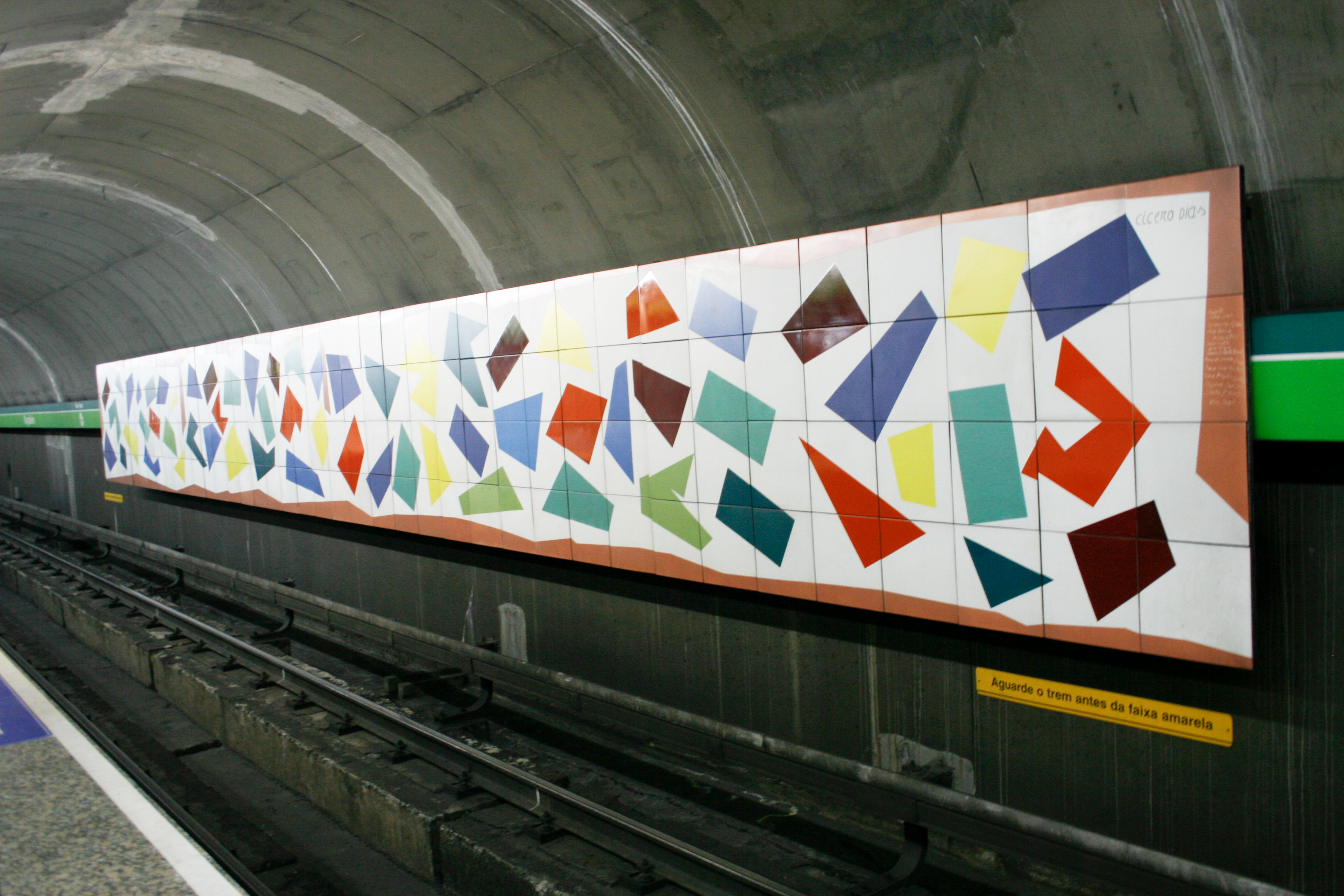
Cícero Dias, Cores e Formas, station de métro Brigadeiro à São Paulo.

En 1991, il réalise une peinture murale pour la station de métro Brigadeiro à São Paulo (20 x 3m), large fresque abstraite colorée en céramique.
En 1996, le panneau "Eu vi o mundo… ele começava no Recife" est exposé à la maison de l'Unesco, à Paris, à l’occasion de la parution de la monographie Cícero Dias, par Antonio Bento e Mário Carelli, édité par Banco Icatu S.A, Rio de Janeiro, 1997.

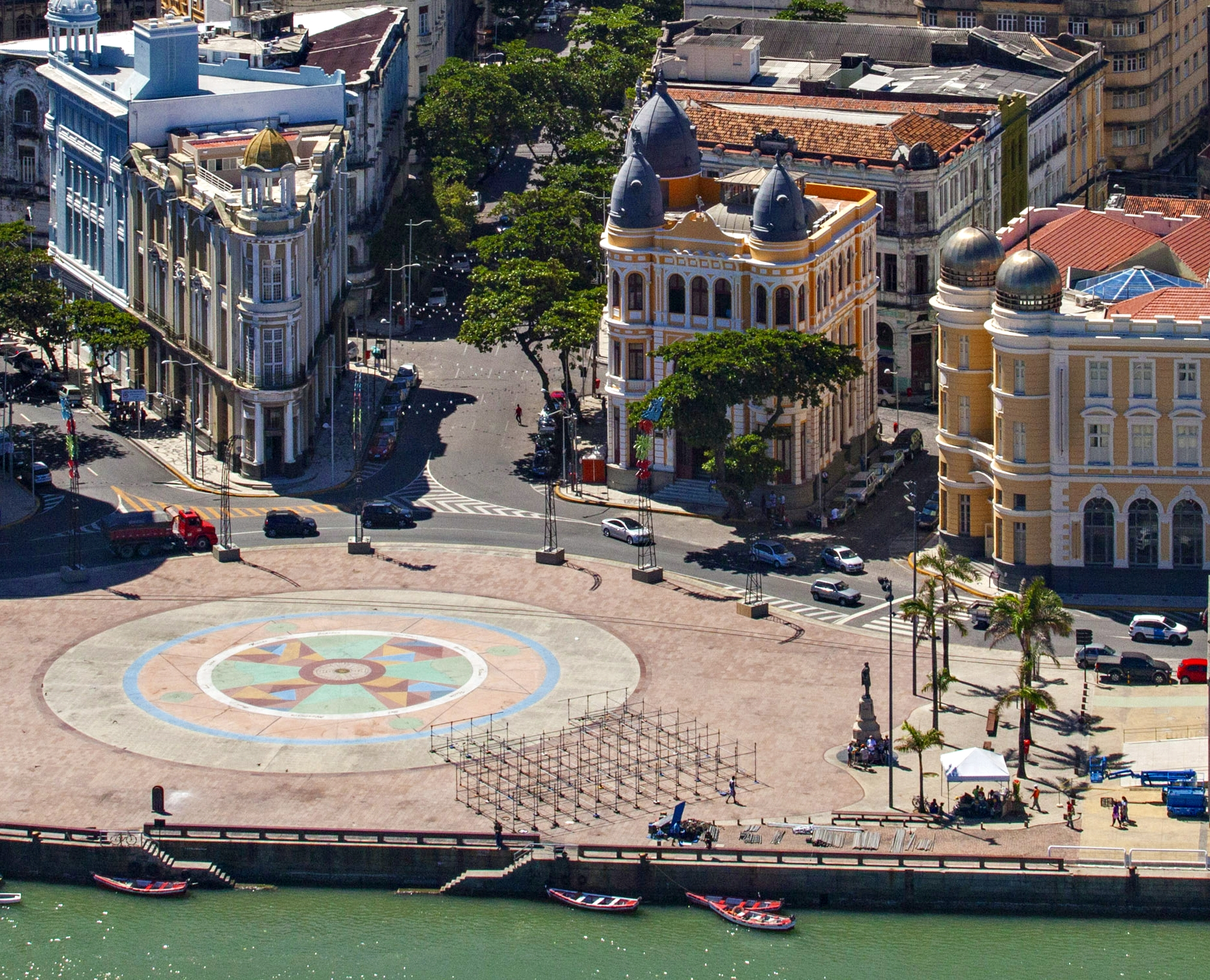
Cícero Dias, Rose des vents, Place Marco Zero, Recife.

En décembre 1999 est inaugurée à Recife la dernière œuvre de l’artiste : Praça do Marco Zero, œuvre d’art monumentale, une « Rose des Vents » gigantesque qui sera peinte sur le sol de la Place Marco Zero. Il s’agit d’une représentation du ciel, une cosmogonie inspirée de la lecture de la Divine Comédie de Dante.
Cícero Dias meurt à Paris le 28 janvier 2003 à 95 ans. Il est inhumé au cimetière du Montparnasse à Paris (9e division).

## Cícero Dias et les mouvements artistiques du début duXXesiècle

### Liens avec les mouvements artistiques
Cícero Dias a été proche des milieux intellectuels, tant littéraires (poètes, écrivains, sociologues, anthropologues) qu’artistiques (peintres, architectes, chorégraphes, musiciens). Son œuvre exprime une singularité rarement influencée par les différents courants artistiques de son époque, ce qui a interrogé critiques et historiens de l’art.
Dias aime se référer dans ses propos à une sorte de préhistoire de l’art, commune à tous, où tous puiseraient, lac souterrain des origines, réservoir enfoui du mythe, d’obsessions, de fantômes et de visions.
Dès son arrivée à Rio, Cícero Dias se lie aux grands intellectuels et artistes de l’époque. Il est proche des mouvements avant-gardistes des années 20-30 : Modernisme, Mouvement Anthropophage et Mouvement Régionaliste, bien qu’il n’ait jamais adhéré réellement à ces mouvements. De ces fréquentations, il garde des amitiés durables. Entre autres, parmi les artistes : Di Cavalcanti, Noêmia Mourão, Ismael Nery, Tarsila do Amaral, Anita Malfatti, Lasar Segall ; parmi Les architectes Carlos Leão, Lucio Costa, Oscar Niemeyer ; parmi les poétes et écrivains : Graça Aranha, Rachel de Queiroz, Manuel Bandeira, José Lins do Rego, Rubem Braga, Mário Pedrosa, les poètes Mario de Andrade et Murilo Mendes ; et enfin le sociologue Giberto Freyre et le compositeur brésilien Villa Lobos[Quoi ?].
A son arrivée en France, en 1937, il retrouve les intellectuels qu’il a connus au Brésil : Blaise Cendrars, Paul Morand et Jules Supervielle.
En 1938, son exposition à la Galerie Jeanne Castel à Paris lui ouvre les portes du monde intellectuel et artistique parisien, dont les surréalistes. En découleront des amitiés avec, entre autres : Picasso, Dora Maar, Alexander Calder, Llorens Artigas, Max Bill, Henri Laurens, Alberto Magnelli, Miro, les poètes Paul Éluard, René Char et Jaime Sabartés, les architectes Claude Parent et Le Corbusier et le chorégraphe Serge Lifar.
Lors de son passage à l’abstraction, il participe au groupe Espace et se lie à l’École de Paris, que la Galerie Denise René a soutenue : Hans Arp, André Bloc, Silvano Bozzolini, Jean Deyrolle, César Domela, Alexander Calder, Robert Jacobsen, Fernand Léger, Albert Magnelli, Richard Mortensen, Edgar Pillet, Michel Seuphor et Victor Vasarely.

### Affinité avec les poètes et écrivains
L'affinité de Cícero Dias avec les poètes est caractéristique de sa biographie… Paul Éluard le comprit, qui fut séduit par le monde "végétal" dont le graphisme renforçait la richesse chromatique tropicale. Cícero Dias lui a inspiré des poèmes tels que « Palmiers », qu’il écrira en référence au tableau « La sieste ».
En tant qu'illustrateur, au Brésil et au Portugal, son oeuvre est riche :
Cícero Dias collabore avec le poète Raul Bopp en 1931 pour Cobra Norato, nheengatu da margem esquerda do Amazonas. Publié à São Paulo, Editions Irmãos Ferraz, c'est le premier recueil et une œuvre majeure du mouvement anthropophagique.
Il dessine la couverture du roman brésilien Menino de Engenho de José Lins do Rego, publié en 1932 au Brésil.
Cícero Dias réalise la couverture de Casa-Grande & Senzala (Maîtres et esclaves) de Gilberto Freyre publié en 1933 avec l’œuvre « Casa Grande do Engenho Noruega »
En 1934, Cícero Dias conçoit l’affiche du premier Congrès afro-brésilien.
En 1934, il dessine les décors et costumes du ballet Jurupari, de Serge Lifar sur une musique de Villa-Lobos, présenté à Rio de Janeiro.
Cícero Dias propose une interprétation d'un épisode des Lusíadas de Luís Vaz de Camões, Ilha dos Amores, publié en juillet 1944 à Lisbonne.
Il collabore à la revue Atlantico Revista Luso Brasileiran n.º 5 en 1944, en illustrant : Enéas Ferraz, Beco sem saída da lua et le poème Suma d’Augusto Frederico Schmidt.
Il illustre deux poèmes : ]anaina et Pela fé de Zambi de Jorge de lima publiés dans la revue Atlantico Revista Luso Brasileiran, n°6 en 1945.
L’édition posthume des poèmes Ciclo da Moura d’Augusto Frederico Schmidt, publiée en 1967, comprend des dessins de Cícero Dias.
En 1990, sont publiés 12 poemas de Merícia de Lemos, avec les illustrations de Cícero Dias, Imprensa Nacional, Casa Da Moeda.

### Un médiateur entre deux cultures
L’œuvre de Cícero Dias est caractérisée par la fusion entre la tradition du Nordeste brésilien et la vie intellectuelle de Rio ou de Paris. Sa peinture est marquée par sa double appartenance au Modernisme brésilien et à l’École de Paris, au carrefour de deux continents et de deux époques. Son œuvre fait le lien entre la culture populaire et la culture intellectuelle (sa curiosité pour les cultures anciennes, le quattrocento italien, l’histoire de son pays, les modernistes brésiliens…)
Cícero Dias a fait d'abondantes recherches sur les relations historiques franco-brésiliennes. Il a rédigé en 1972, le Catalogue du fonds Ferdinand Denis, conservé à la Bibliothèque Sainte-Geneviève, Institut Français des Hautes Études Brésiliennes, à Paris.

## Principales expositions

### De son vivant
- 1928 : Première exposition de Cícero Dias, Salão da Politécnica Rio de Janeiro, Brésil. Aux murs, à côté d’une cinquantaine de ses œuvres, son portrait par Ismaël Nery et un poème de Murilo Mendes.
  - Première exposition à Escada (Pernambuco), Brésil. Préface de Gilberto Freyre.
  - São Paulo, Brésil aquarelas, na casa de Dona Olívia Guedes Penteado.
- 1929 : Deuxième exposition de Cícero Dias à Escada (Pernambuco), Brésil.
- 1930 : Cícero Dias expose au Nicholas Roerich Museum à New York avec d’autres artistes contemporains brésiliens (Anita Malfatti, 
  - Tarsila do Amaral, Guignard, Di Cavalcanti, Ismaël Nery et Gomide): “Exposition d’art moderne brésilien”.
- 1931 : Exposition au Salon de 1931 à l’Ecole des Beaux-Arts de Rio de Janeiro : “J’ai vu le monde…il commençait à Recife”.
- 1937 : Cícero Dias participe au premier Salon de Mai à São Paulo.
  - Cícero Dias participe à l’exposition de l’Art moderne brésilien à New York.
- 1938 : Première exposition Cícero Dias à la Galerie Jeanne Castel, Paris, France.
  - Expose à la Galerie Billiet à Paris, France.
- 1942 : Expose à Lisbonne à la Salão Silva Porto.
- 1943 : Expose à Porto au Teatro Coliseu. Catalogue préfacé par un poème envoyé par Paul Eluard ainsi que par Alberto Serpa.
- 1944 : Exposition : Modern Brazilian Painting, Royal Academy of Arts, Londres - Vente au bénéfice de la Royal Air Force.
- 1946 : Exposition chez Denise René, Paris, France.
- 1947 : Exposition à la Galerie René Drouin, Paris, France.
- 1948 : Sur les murs du Ministère des Finances de l’état de Pernambuco à Recife, Brésil. Cícero Dias exécute une série de peintures murales abstraites, les premières en Amérique du Sud.
  - Exposition à la Faculte de droit de Recife, Brésil.
  - Exposition à l’Ecole des Beaux-Arts à Rio de Janeiro, Brésil.
  - Troisième exposition à Escada (Pernambuco), Brésil. Préface de Gilberto Freyre. Catalogue comportant des textes du roman autobiographique de Cícero Dias “Jundia”.
  - Participation à l’exposition “l’Art Mural” au Palais des Papes d’Avignon.
  - Exposition chez Denise René, Paris, France.
- 1949 : Exposition de peintures de Cícero Dias au Museu de Arte Moderna de São Paulo, Brésil, organisée par Léon Degand. Préface de Gilberto Freyre et Maria Eugenia Franco.
  - Les grands courants de la peinture contemporaine, au Musée de Lyon, France.
- 1950 : Exposition de Cícero Dias à la XXVème Biennale de Venise.
- 1951 : Cícero Dias expose aux Cahiers d’Art, Paris, France.
  - Exposition Klar Form, organisée par Denise René, présentée à Copenhague, Helsinki, Stockholm, Oslo, Liège.
- 1952 : Exposition Cícero Dias pinturas, desenhos e cerâmicas au Musée d’Art Moderne de São Paulo, Brésil.
  - Préface de Sergio Millet.
  - Exposition Cícero Dias au Musée d’Art Moderne de Rio de Janeiro, Brésil. Préface de José Lins Do Rego.
- 1954 : Exposition du Groupe Espace à Biot. Cícero Dias présente une maquette pour l’équipement d’un musée moderne.
- 1957 : Cícero Dias participe à l’exposition “Arte Moderno en Brasil”. Museu Nacional de Bellas Artes, Buenos Aires.
- 1958 : Salle réservée aux oeuvres de Cícero Dias dans le pavillon du Brésil, à l’Exposition universelle et internationale de Bruxelles, Belgique.
- 1960 : Cícero Dias participe à l’exposition “Art in Latin America today: Brasil”, Washington, D.C.
- 1959 : Exposition rétrospective (1926-1959) des oeuvres de Cícero Dias au Musée de Arte Moderna à Bahia, Salvador, Brésil, préface de Odorico Tavares.
- 1962 : Exposition d’art latino-américain, Musée d’Art Moderne de la Ville de Paris.
- 1965 : Salle spéciale à la Biennale de São Paulo, Brésil : Hommage à Cícero Dias, préface de Géraldo Ferraz.
- 1966 : Exposition Cícero Dias au Musée d’Ixelles, Belgique. Préface de Charles Estienne.
- 1967 : Exposition rétrospective des oeuvres de Cícero Dias, Recife, Brésil, préface de Gilberto Freyre.
  - Exposition des oeuvres de Cícero Dias au São Paulo, Brésil Club, organisée par les amis du peintre.
  - Exposition Cícero Dias au musée “Manchette”, Rio de Janeiro, Brésil.
- 1970 : Exposition à la Galerie Ranulpho, Recife, Brésil.
  - Exposition à la Galerie Portal, São Paulo, Brésil.
- 1973 : Exposition Cícero Dias, Galerie San Mamede, Lisbonne, Portugal, préface d’Adriano de Gusmao.
- 1975 : Cícero Dias participe à l’exposition “O Modernistas”, Museu Lazar Segall, São Paulo.
- 1976 : Exposition à la Galerie Ranulpho, Recife, Brésil.
- 1978 : Exposition Cícero Dias au Musée André Malraux, Le Havre, France, préface de Pierre Restany.
  - Exposition à la Galerie Ranulpho, São Paulo et Recife, Brésil.
- 1981 : Cícero Dias participe à l’Ecole d’Altamira, Fundaçion Santillana.
- 1982 : Exposition à la Galerie Bellechasse, Paris, France.
- 1984 : Participe à l’exposition Electra, l’électricité et l’électronique dans l’art au XXe siècle” au Musée d’Art Moderne de la Ville de Paris.
- 1987 : Exposition personnelle, Peintures 1950-1965, Galerie Denise René, Paris, France.
  - Exposition “Modernidade”, art brésilien du XXe siècle, Musée d’Art Moderne de la Ville de Paris.
- 1988 : Exposition Synthèse de son œuvre, Rio Design Center, Rio de Janeiro, Brésil.
- 1991 : Exposition Galerie Waldir Simoes Filho, Curitiba, Brésil.
  - Inauguration d’une “Salle Cícero Dias” au Musée National de Bellas Artes à Rio de Janeiro, Brésil avec l’exposition du grand panneau “Eu vio mundo, ele começava no Recife” (15 x 3 m).
- 1992 : Participe à l’exposition “Art d’Amérique Latine”, Centre Georges Pompidou, Paris.
- 1993 : Exposition Cícero Dias : les années 20, Espace Copacabana, Palace Hôtel, Rio de Janeiro, Brésil.
  - Participe à l’exposition “Art d’Amérique Latine”, The Museum of Modern Art, New York.
- 1994 : Exposition Cícero Dias : les années 20, Galerie Marwan Hoss, Paris, France.
- 1995 : Exposition Cícero Dias, “Peintures et Dessins”, Galeria Multiarte, Fortaleza, Brésil.
- 1996 : Exposition du panneau « J’ai vu le monde…il commence à Recife », et lancement du livre Cícero Dias, édition Banco Icatu, au siège de l’Unesco à Paris, France.
- 1997 : Rétrospective à la Maison France-Brésil, à Rio de Janeiro, Brésil.
- 2000 : Lisboa (Portugal) - Século 20: arte do Brasil, na Fundação Calouste Gulbenkian. Centro de Arte Moderna José de Azeredo Perdigão.
  - De la Antropofagia a Brasilía: Brasil 1920-1950, no IVAM. Centre Julio Gonzáles, Valencia (Espagne).

### Posthumes
- 2003 : Hommage à Cícero Dias, œuvres de 1920 à 1980, Simões de Assis Art Gallery, Curitiba, Brésil.
- 2004 : Cícero Dias, exposition rétrospective, œuvres des décades de 1920 et 1930, Musée d'Art Brésilien, FAAP, São Paulo, Brésil.
- 2005 : Cícero Dias, Les Années 20, Les Années brésiliennes, Exposition d’ouverture de «l’Année du Brésil en France», à la Maison de l’Amérique Latine, Paris, France.
  - Territoires Transitoires, salle spéciale Cícero Dias. Palais de la Porte Dorée, Paris.
- 2006 : Cícero Dias, huit décennies de peinture, exposition rétrospective, 1920 - 1990, Musée Oscar Niemeyer, Curitiba, Brésil.
  - Cícero Dias, étincelles de rêve, oeuvres sur papier 1925-1944, Fiac 2006, Galerie Marwan Hoss, Paris.
  - Cícero Dias, Oito Décadas de Pintura, Instituto Tomie Ohtake, São Paulo, SP.
- 2008 : Latin American Art in 20th Century, National Museum of Modern and Contemporary Art, Deoksugung, Séoul.
- 2011 : ArtRio 2011, Aquarelles et peintures des années 20 à 80, Simões de Assis, Galeria de Arte, Rio de Janeiro.
  - Brazil Brasil exposition du panneau Eu Vio Mundo… Ele Começava no Recife, Palais des Beaux-Arts, Bruxelles, Belgique.
- 2017 : Cícero Dias, Um percuso poético 1907-2003, Centro Cutural Banco do Brasil, 2017. Exposition rétrospective itinérante : 
  - Brasilia, 7 février - 3 avril 2017 - São Paulo, 21 avril - 3 juillet 2017 - Rio de Janeiro, 2 août - 25 septembre 2017.
  - Art Basel Miami Beach, décembre 2017, Simões de Assis Galeria de Arte Cícero Dias : Le pionnier de l'art abstrait au Brésil, Peintures de 1940 à 1950.
  - Cícero Dias 1907-2003, mars-mai 2017, Galerie Multiarte.
- 2018 : Cícero Dias, Aquarelas e Pinturas, Décadas de 1920 – 1960, Simões de Assis Galeria de Arte, São Paulo.

## Collections publiques
Brésil
- Fundação Gilberto Freyre, Recife
- Fundação Joaquim Nabuco, Recife
- Fundação do Patrimônio Histórico e Artístico de Pernambuco, Recife
- Museu de Arte Moderna Aluisio Magalhães, Recife
- Museu do Estado do Pernambuco, Recife
- Palácio do Governo do Estado de Pernambuco, Recife
- Prefeitura Municipal de Recife, Praça Marco Zero, Recife
- Secretaria de Estado da Fazenda de Pernambuco, Recife
- Coleção Banco Bozano, Simonsen, Rio de Janeiro
- Coleção Banco do Estado Rio de Janeiro, Museu do Ingá, Coleção BANERJ
- Coleção Luis Antonio Nabuco de Almeida Braga, Rio de Janeiro
- Coleção Roberto Marinho, Rio de Janeiro
- Coleção Sergio Fadel, Rio de Janeiro
- Museu Chácara do Céu, Rio de Janeiro
- Coleção Gilberto Chateaubriand, Rio de Janeiro MAM
- Museu de Arte Moderna do Rio de Janeiro
- Museu Nacional de Belas Artes, Rio de Janeiro
- Museu de Arte Contemporânea da Bahia, Salvador
- Coleção Adolpho Leirner, São Paulo
- Coleção Banco ABN AMRO Real, São Paulo
- Fundação José e Paulina Nemirovsky, São Paulo
- Metrô de São Paulo, Estação Brigadeiro, São Paulo
- Museu de Arte Brasileira, FAAP, São Paulo
- Museu de Arte Contemporânea de São Paulo, São Paulo
- Museu de Arte Moderna de São Paulo, São Paulo
- Palácio do Governo do Estado de São Paulo
- Pinacoteca do Estado de São Paulo
- Museu Lasar Segall, São Paulo
- Coleção Mario de Andrade, Instituto de Estudos Brasileiros da USP, São Paulo

Argentine
- Coleção Eduardo Constantini, Buenos Aires
- Museo de Arte Latinoamericano de Buenos Aires

Venezuela
- Fundação Cisneros, Caracas

États-Unis
- MFAH: Museum of Fine Arts, Houston
- MFA: Museum of Fine Arts, Boston

France
- Centre Georges Pompidou, Paris
- Collection Claude Picasso, Paris
- Musée Eugène Leroy, Tourcoing

Espagne
- Museo Nacional, Centro Nacional de Arte Reina Sofia, Madrid

Portugal
- Musée Calouste Gulbenkian, Lisbonne